# 田非
淑容田氏，朝鲜王朝廢主燕山君的後宮嫔御，本名田非，其弟为田同。
田氏於燕山11年（1505）年由淑媛升為淑容，她与燕山君后宫嫔御淑容張綠水、淑媛金贵非、淑媛崔宝非、淑华金白犬無惡不作，凭借燕山君的宠爱收取大量賄賂，敗壞國家財政。田非的同母弟弟田同依仗田淑容的权势，“骄横中外”，在地方上搜刮平民，抢夺士大夫的田宅，没有人敢忤逆，郡守县令等都奉承于他。田非與张绿水、金贵非、金白犬在中宗反正後一同被斬首示眾。田同亦被诛杀。